# Plecotus homochrous
Plecotus homochrous és una espècie de ratpenat de la família dels vespertiliònids. Viu al sud de l'Himàlaia, a altituds més baixes que P. wardi, des de Murree (Punjab, Pakistan a 2.500 msnm) a l'oest fins a tot Darjeeling (Bengala Occidental, nord-est de l'Índia, a ~2.000 msnm) a l'est. Abans se'l considerava una subespècie del ratpenat orellut septentrional (P. auritus), però avui en dia se'l veu com a espècie pròpia dins del grup P. auritus. El seu parent més proper és possiblement P. taivanus.
P. homochrous és una espècie petita de Plecotus, amb bul·les grans i dents molt petites. Té tot el pelatge marró fosc, tot i que la part ventral té un toc grisenc. El pelatge és espès i llanós. Té les urpes curtes i marrons. L'avantbraç mesura 37,80–40,78 mm, el polze 4,98–6,75 mm i el crani 16,01–16,40 mm (mides basades en només tres exemplars).